# 1434
Il 1434 (MCDXXXIV in numeri romani) è un anno  del XV secolo.

## Eventi
- Fondazione dell'Università degli Studi di Catania.
- L'esploratore portoghese Gil Eanes doppia, dopo quattordici tentativi, il capo Bojador a 27° latitudine nord.
- Inizio del dominio dei Medici a Firenze.
- Il papa Eugenio IV fugge da Roma a causa di tumulti interni.
- Battaglia di Lipany tra cattolici insieme a hussiti utraquisti contro hussiti taboriti.

## Nati
- 3 gennaio - Cecco Brandolini, condottiero italiano
- 8 gennaio - Guido Stella, storico, poeta e medico italiano († 1492)
- 19 marzo - Ashikaga Yoshikatsu, militare giapponese († 1443)
- 25 marzo - Eustochia Calafato, monaca cristiana e badessa italiana († 1485)
- 22 aprile - Giorgio Antonio Vespucci, umanista italiano († 1514)
- 13 giugno - Cristoforo della Rovere, cardinale e arcivescovo cattolico italiano († 1478)
- 25 luglio - Giacomo Gherardi, diplomatico e presbitero italiano († 1516)
- 29 agosto - Janus Pannonius, vescovo cattolico, poeta e umanista ungherese († 1472)
- 18 settembre - Eleonora d'Aviz, principessa portoghese († 1467)
- 23 settembre - Iolanda di Valois, duchessa († 1478)
- 28 dicembre - Antonio Grimani, politico italiano († 1523)
- Piero Alamanni, politico e ambasciatore italiano († 1519)
- Emery d'Amboise, militare francese († 1512)
- Girolamo Basso della Rovere, cardinale italiano († 1507)
- Bartolomeo Calco, politico e mecenate italiano († 1508)
- Ursina Colleoni, nobildonna italiana († 1475)
- Nicolò Donà, patriarca cattolico italiano († 1497)
- Tommaso Donà, patriarca cattolico italiano († 1504)
- Bertoldo d'Este, condottiero italiano († 1463)
- Jacopo Filippo Foresti, monaco cristiano e letterato italiano († 1520)
- John Islay, Conte di Ross, nobile scozzese († 1503)
- Kanō Masanobu, pittore giapponese († 1530)
- Costantino Lascaris, filologo e umanista bizantino († 1501)
- Maria di Gheldria, regina († 1463)
- William Parr, I barone Parr di Kendal, nobile britannico († 1483)
- Gian Maria Riminaldi, giurista italiano († 1497)
- Alessandro de Ritiis, scrittore italiano
- Serafina Sforza, religiosa italiana († 1478)
- Tosa Mitsunobu, pittore giapponese († 1525)
- Melchiorre Trevisan, condottiero italiano († 1500)
- Michael Wolgemut, pittore e tipografo tedesco († 1519)
- Giulio Cesare da Varano, condottiero italiano († 1502)
- Ardicino della Porta iuniore, cardinale italiano († 1493)

## Morti
- 5 febbraio - Giovanni I di Borbone, nobile francese (n. 1381)
- 14 marzo - Alfonso Carrillo de Albornoz, cardinale spagnolo
- 9 aprile - Ardicino della Porta seniore, cardinale italiano
- 20 aprile - Alessandra di Lituania, nobile
- 27 aprile - Vincentello d'Istria, condottiero italiano (n. 1380)
- 30 maggio - Procopio il Grande, presbitero e militare ceco (n. 1380)
- 1º giugno - Ladislao II Jagellone, sovrano lituano
- 5 giugno - Jurij di Zvenigorod, principe russo (n. 1374)
- 11 giugno - Bernardo I di Brunswick-Lüneburg, nobile
- 21 agosto - Sofia Paleologa, imperatrice bizantina (n. 1399)
- 12 novembre - Luigi III d'Angiò, principe francese (n. 1403)
- 18 novembre - Thomas Chaucer, politico inglese (n. 1367)
- 15 dicembre - Enrique de Villena, nobile, scrittore e poeta spagnolo (n. 1384)
- Ubertino Albizi, vescovo cattolico e teologo italiano
- Arnold di Bergen, arcivescovo cattolico norvegese
- Juan Alfonso de Baena, scrittore spagnolo (n. 1375)
- Konrad von Dhaun, vescovo cattolico tedesco (n. 1380)
- Bernardo Guadagni, banchiere e politico italiano (n. 1367)
- Maria di Berry, contessa (n. 1375)
- Cisse von Rutenberg
- Zheng He, navigatore, ammiraglio e diplomatico cinese (n. 1371)
- Guillaume de Vienne, nobile francese (n. 1360)

## Calendario
| Calendario 1434 | Calendario 1434 | Calendario 1434 | Calendario 1434 | Calendario 1434 | Calendario 1434 | Calendario 1434 | Calendario 1434 | Calendario 1434 | Calendario 1434 | Calendario 1434 | Calendario 1434 | Calendario 1434 | Calendario 1434 | Calendario 1434 | Calendario 1434 | Calendario 1434 | Calendario 1434 | Calendario 1434 | Calendario 1434 | Calendario 1434 | Calendario 1434 | Calendario 1434 | Calendario 1434 | Calendario 1434 | Calendario 1434 | Calendario 1434 | Calendario 1434 | Calendario 1434 | Calendario 1434 | Calendario 1434 | Calendario 1434 | Calendario 1434 |
| --------------- | --------------- | --------------- | --------------- | --------------- | --------------- | --------------- | --------------- | --------------- | --------------- | --------------- | --------------- | --------------- | --------------- | --------------- | --------------- | --------------- | --------------- | --------------- | --------------- | --------------- | --------------- | --------------- | --------------- | --------------- | --------------- | --------------- | --------------- | --------------- | --------------- | --------------- | --------------- | --------------- |
|                 | 1               | 2               | 3               | 4               | 5               | 6               | 7               | 8               | 9               | 10              | 11              | 12              | 13              | 14              | 15              | 16              | 17              | 18              | 19              | 20              | 21              | 22              | 23              | 24              | 25              | 26              | 27              | 28              | 29              | 30              | 31              |                 |
| Gennaio         | Ve              | Sa              | Do              | Lu              | Ma              | Me              | Gi              | Ve              | Sa              | Do              | Lu              | Ma              | Me              | Gi              | Ve              | Sa              | Do              | Lu              | Ma              | Me              | Gi              | Ve              | Sa              | Do              | Lu              | Ma              | Me              | Gi              | Ve              | Sa              | Do              |                 |
| Febbraio        | Lu              | Ma              | Me              | Gi              | Ve              | Sa              | Do              | Lu              | Ma              | Me              | Gi              | Ve              | Sa              | Do              | Lu              | Ma              | Me              | Gi              | Ve              | Sa              | Do              | Lu              | Ma              | Me              | Gi              | Ve              | Sa              | Do              |                 |                 |                 |                 |
| Marzo           | Lu              | Ma              | Me              | Gi              | Ve              | Sa              | Do              | Lu              | Ma              | Me              | Gi              | Ve              | Sa              | Do              | Lu              | Ma              | Me              | Gi              | Ve              | Sa              | Do              | Lu              | Ma              | Me              | Gi              | Ve              | Sa              | Do              | Lu              | Ma              | Me              |                 |
| Aprile          | Gi              | Ve              | Sa              | Do              | Lu              | Ma              | Me              | Gi              | Ve              | Sa              | Do              | Lu              | Ma              | Me              | Gi              | Ve              | Sa              | Do              | Lu              | Ma              | Me              | Gi              | Ve              | Sa              | Do              | Lu              | Ma              | Me              | Gi              | Ve              |                 |                 |
| Maggio          | Sa              | Do              | Lu              | Ma              | Me              | Gi              | Ve              | Sa              | Do              | Lu              | Ma              | Me              | Gi              | Ve              | Sa              | Do              | Lu              | Ma              | Me              | Gi              | Ve              | Sa              | Do              | Lu              | Ma              | Me              | Gi              | Ve              | Sa              | Do              | Lu              |                 |
| Giugno          | Ma              | Me              | Gi              | Ve              | Sa              | Do              | Lu              | Ma              | Me              | Gi              | Ve              | Sa              | Do              | Lu              | Ma              | Me              | Gi              | Ve              | Sa              | Do              | Lu              | Ma              | Me              | Gi              | Ve              | Sa              | Do              | Lu              | Ma              | Me              |                 |                 |
| Luglio          | Gi              | Ve              | Sa              | Do              | Lu              | Ma              | Me              | Gi              | Ve              | Sa              | Do              | Lu              | Ma              | Me              | Gi              | Ve              | Sa              | Do              | Lu              | Ma              | Me              | Gi              | Ve              | Sa              | Do              | Lu              | Ma              | Me              | Gi              | Ve              | Sa              |                 |
| Agosto          | Do              | Lu              | Ma              | Me              | Gi              | Ve              | Sa              | Do              | Lu              | Ma              | Me              | Gi              | Ve              | Sa              | Do              | Lu              | Ma              | Me              | Gi              | Ve              | Sa              | Do              | Lu              | Ma              | Me              | Gi              | Ve              | Sa              | Do              | Lu              | Ma              |                 |
| Settembre       | Me              | Gi              | Ve              | Sa              | Do              | Lu              | Ma              | Me              | Gi              | Ve              | Sa              | Do              | Lu              | Ma              | Me              | Gi              | Ve              | Sa              | Do              | Lu              | Ma              | Me              | Gi              | Ve              | Sa              | Do              | Lu              | Ma              | Me              | Gi              |                 |                 |
| Ottobre         | Ve              | Sa              | Do              | Lu              | Ma              | Me              | Gi              | Ve              | Sa              | Do              | Lu              | Ma              | Me              | Gi              | Ve              | Sa              | Do              | Lu              | Ma              | Me              | Gi              | Ve              | Sa              | Do              | Lu              | Ma              | Me              | Gi              | Ve              | Sa              | Do              |                 |
| Novembre        | Lu              | Ma              | Me              | Gi              | Ve              | Sa              | Do              | Lu              | Ma              | Me              | Gi              | Ve              | Sa              | Do              | Lu              | Ma              | Me              | Gi              | Ve              | Sa              | Do              | Lu              | Ma              | Me              | Gi              | Ve              | Sa              | Do              | Lu              | Ma              |                 |                 |
| Dicembre        | Me              | Gi              | Ve              | Sa              | Do              | Lu              | Ma              | Me              | Gi              | Ve              | Sa              | Do              | Lu              | Ma              | Me              | Gi              | Ve              | Sa              | Do              | Lu              | Ma              | Me              | Gi              | Ve              | Sa              | Do              | Lu              | Ma              | Me              | Gi              | Ve              |                 |